# Fındıklıçalı, Kahta
Fındıklıçalı là một xã thuộc huyện Kahta, tỉnh Adıyaman, Thổ Nhĩ Kỳ.